# Diant d'Efes
Diant (grec antic: Δίας) fou un filòsof de l'antiga Grècia nascut a Efes que va viure en temps de Filip II de Macedònia. Pertanyia al grup dels acadèmics i era considerat més un sofista que no pas un retòric.
Segons Filòstrat, quan va veure l'animadversió del rei Felip cap a Grècia, va aconsellar-li que dirigís les seves forces cap a Àsia i que demanàs als grecs que l'acompanyassin, sota l'argument que subjugar altres pobles els permetria de conservar la seva llibertat. Plutarc fa referència a aquest mateix personatge sota el nom de Deli (grec antic: Δήλιος).